# Mina treningowa
Mina treningowa – ogólny termin dla wszystkich min używanych do szkolenia i ćwiczeń.
Mina treningowa wypełniona jest materiałem obojętnym lub jest to tylko kadłub miny. Używana do nauki ładowania, układania, ćwiczeń w minowaniu i rozminowaniu, uzbrajaniu i rozbrajaniu w okresie szkolenia podstawowego żołnierzy.
- mina szkoleniowa (makieta) – mina niezdolna do detonacji używana do instruktaży, zwykle w formie przekroju lub z kadłubem przeźroczystym, używana podczas szkolenia teoretycznego;
- mina szkolna – mina  niezdolna do detonacji, używana podczas szkolenia praktycznego w zakładaniu miny pojedynczej  lub pola minowego;
- mina ćwiczebna – mina używana do treningów, ćwiczeń, symulacji eksplozji miny w sposób bezpieczny; mina  zdolna do detonacji środkami pozoracji pola walki (dym czerwony) wyposażona w zapalnik i urządzenie sygnalizujące (w sposób bezpieczny, np. poprzez sygnał dźwiękowy), że zapalnik został aktywowany;